# سان‌رایس بیچ، میسوری
سان‌رایس بیچ (به انگلیسی: Sunrise Beach) یک روستا (ایالات متحده آمریکا) در ایالات متحده آمریکا است که در میزوری واقع شده‌است.
 سان‌رایس بیچ ۱۴٫۹۰ کیلومتر مربع مساحت و ۴۳۱ نفر جمعیت دارد و ۲۵۸ متر بالاتر از سطح دریا واقع شده‌است.